# ヴィック・ミニョーニャ
ヴィック・ミニョーニャ（Vic Mignogna、8月27日 - ）は、アメリカ合衆国の男性声優、音楽家。リール・アドベンチャーズ社共同設立者兼副社長。ペンシルベニア州ピッツバーグ・グリーンズバーグ出身。婚約者は声優のミシェル・スペクト。

## 人物
ボブ・ジョーンズ大学で映画を学んだ後、リバティ大学に編入し、テレビ番組制作の学位を1986年に取得。
大学卒業後、フロリダ州ジャクソンビルの私立高校でドラマとスピーチの講師をした後、メリーランド州オーシャンシティで2年間警察官として勤務。警察のCMや教習用ビデオの制作にもかかわった。
1988年にピッツバーグに戻り、ファミリーチャンネルにてディレクターを務めた後、テキサス州ヒューストンに移住。1990年からヒューストン美術館のビデオ制作インストラクターの仕事をし、1992年からはサウンドワークスにて作曲家、編曲家、プロデューサーとして活動後、フリーランスの作曲家、プロデューサーとなり自宅にスタジオを構える。
その後、ヒューストンでビデオ製作にかかわっていた時に編集技師のジョン・グレミリオンからADVフィルムを紹介されてオーディションを受け、『ストリートファイターII V』のバルログ役で声優デビューする。デビュー当初はADVフィルム製作の作品に出演していたが、後にファニメーション製作作品にも出演を開始し、テキサスを離れたニューヨーク、カリフォルニア州ロサンゼルスで製作される作品にも出演している。
2001年にリール・アドベンチャーズの設立にかかわり、同年からステージルート社においてもプロデューサー、作曲家、編曲家、エディターとしてかかわっている。
2009年頃にロサンゼルスに移住。

### セクシャルハラスメントの告発
ミニョーニャの声楽作品を際立たせている映画「Dragon Ball Super：Broly」の初演の後、これらのセクシャルハラスメントの告発が彼に反し始め、1989年までさかのぼります。複数のアカウントが、ミニョーニャが彼らにキスをし、過度に触れ、そして彼らの同意なしにファンに望ましくないコメントをしたと主張した。声優のモニカ・ライアルとジェイミー・マルキはまた、ミニョーニャから性的嫌がらせを受けたと発言し、公然と主張した人々への支持を表明しました。 2019年2月5日、アニメシリーズRWBYの制作者であるRooster Teethは、ミニョーニャとの取引関係を切り離し、そしてファニメーションは不機嫌なモノノケ庵のエグゼクティブのミニョーニャの役割をリキャストします。 論争を受けて、ミニョーニャはセクシャルハラスメントの申し立てを断固として否定しました。しかし、いくつかのアニメ大会ではゲストリストからミニョーニャが削除されました。 2019年2月11日、ファニメーションは、調査の結果、ミニョーニャとの職業上の関係を終了したことをTwitterで確認しました。 ミニョーニャは、2019年2月13日のBak-Anime 2019でのパネルで、またTwitterで謝罪をしました。 2019年2月20日、ミニョーニャはTwitterで彼が訴訟を起こしていることを確認しました。 2019年4月、ミニョーニャは、名誉毀損および既存の契約への干渉およびビジネス上の関係の可能性について、ファニメーション、ライアル、マルキおよびロントーイに対して100万ドルの訴訟を起こしました。 ファニメーションは2019年6月12日にミニョーニャの非難を否定して答えを提出した。 ファニメーションはその後2019年7月1日にミニョーニャが彼の訴訟を棄却するために反SLAPP申立てを提出した。 ライアル、マルキ、トイは、2019年7月19日にSLAPP防止運動も提出しました。

## 受賞
- アメリカン・アニメ・アワード：男優賞『鋼の錬金術師』[20]

## 出演作品

### テレビアニメ
1999年
- 機動戦艦ナデシコ
- ストリートファイターII V（バルログ）※ADVフィルム版

2000年
- ガサラキ
- ジェネレイターガウル（ガウル）

2001年
- A.D.POLICE（ハンス・クライフ）
- プリンセスナイン 如月女子高野球部（高杉宏樹）

2002年
- エクセル・サーガ（ウルフ）
- 鋼鉄天使くるみ（悪ガキ）
- 幽遊白書（裏浦島、武威）

2003年
- アニメがんばれゴエモン（ゴエモン）
- ANGELIC LAYER
- 幻想魔伝最遊記（紅孩児）
- 超GALS!寿蘭（赤城晃一）
- 聖戦士ダンバイン（ニー・ギブン、トカマク）
- 聖闘士星矢
- ナジカ電撃作戦
- 南海奇皇
- ノワール
- フルメタル・パニック!（クルツ・ウェーバー）
- 魔術士オーフェン Revenge
- 魔法戦士リウイ（リトラー/レナード）
- ラーゼフォン（鳥飼守）

2004年
- アキハバラ電脳組（泉岳寺シマ福郎、市長）
- アクエリアンエイジ Sign for Evolution（広田伸吾）
- カレイドスター
- キディ・グレイド（デクステラ）
- キノの旅（30男、王、同士B、催眠術師、他）
- 幻影闘士バストフレモン
- シスター・プリンセス（マック大和）
- 新世紀エヴァンゲリオン（青葉シゲル）※ディレクターズカット版
- スパイラル 〜推理の絆〜（ハンター）
- 超重神グラヴィオン（レイヴン）
- D・N・ANGEL（ダーク・マウジー）
- 鋼の錬金術師（エドワード・エルリック）
- PEACE MAKER鐵（市村辰之助）
- 名探偵コナン（平田和明、丸伝次郎、那智真吾、若王子士郎、中山秀征、藤沢俊明）
- MEZZO -メゾ-（ハサミの麦ちゃん）

2005年
- 科学忍者隊ガッチャマン
- 白鯨伝説（デュウ）
- 光と水のダフネ（デイビス）
- フルメタル・パニック? ふもっふ（クルツ・ウェーバー）
- MADLAX（カロッスア・ドゥーン）
- 勇午〜交渉人〜（ラル）

2006年
- エリア88
- 強殖装甲ガイバー（白井博士）
- tactics（スギノ）
- みさきクロニクル〜ダイバージェンス・イヴ〜（石川五右衛門）
- 超時空要塞マクロス（一条輝）
- PAPUWA（アラシヤマ）
- プリンセスチュチュ（ふぇみお）

2007年
- イノセント・ヴィーナス（鶴沢仁）
- うたわれるもの（ベナウィ）
- 機動新撰組 萌えよ剣 TV（中村）
- コヨーテ ラグタイムショー
- 涼宮ハルヒの憂鬱（多丸裕）
- Xenosaga THE ANIMATION（ヴィルヘルム）
- 009-1（エッグ）
- ツバサ・クロニクル（ファイ・D・フローライト）
- BLEACH（斑目一角）
- 蟲師（キスケ）
- ローゼンメイデン（マダム真珠）

2008年
- 桜蘭高校ホスト部（須王環）
- CLAYMORE（リガルド）※第19・20話のADRディレクターも担当
- ケロロ軍曹（ケロロ軍曹）※ADVフィルム版
- コードギアス 反逆のルルーシュR2（ルキアーノ・ブラッドリー）
- SHUFFLE!（魔王〈フォーベシィ〉）
- DARKER THAN BLACK -黒の契約者-（イツァーク）
- らき☆すた（ゲーマーズ店員、マイケル、男子B、カメラ小僧A）
- ONE PIECE（ネズミ）

2009年
- 風のスティグマ（大神武哉）
- GUNSLINGER GIRL -IL TEATRINO-（ベルコンツィ）
- 史上最強の弟子ケンイチ（馬剣星）
- D.Gray-man（ピエロ型AKUMA、アルフォンス・クラウス）
- ヒロイック・エイジ（ロム・ロー）

2010年
- 頭文字D（庄司真吾）※ファニメーション版
- 大江戸ロケット（鉄十）
- 結界師（墨村良守）
- 戦国BASARA（明智光秀）
- ソウルイーター（デスサイズ〈スピリット=アルバーン〉）
- 鉄のラインバレル（桐山英治）
- 鉄腕バーディー DECODE（キンゼル・ハウアー）
- ドラゴンボール改（バータ）
- NARUTO -ナルト- 疾風伝（フエン）
- 鋼の錬金術師 FULLMETAL ALCHEMIST（エドワード・エルリック）
- ヴァンパイア騎士（錐生零、錐生壱縷）

2011年
- アイアンマン（リゲラ）
- 頭文字D Second Stage（庄司真吾）※ファニメーション版
- ウルヴァリン（黒萩秀樹、高木）
- CHAOS;HEAD（将軍）
- 鋼殻のレギオス（リンテンス・サーヴォレイド・ハーデン）
- ヴァンパイア騎士Guilty（錐生零、錐生壱縷）
- ポケットモンスター ベストウイッシュ（イモリ博士）

2012年
- NARUTO -ナルト- 疾風伝（長門、チュウシン）
- パンティ&ストッキングwithガーターベルト（アグリー・スノット）
- ペルソナ4（一条康）
- 夢喰いメリー（飯島良太）
- レベルE（王子）

2013年
- アクセル・ワールド（イエロー・レディオ）
- TIGER & BUNNY（ハンス・チャックマン、ロトワング）
- デジモンクロスウォーズ（蒼沼キリハ）
- とある科学の超電磁砲（トリックアート）
- NARUTO -ナルト- 疾風伝（シー、長門の父）
- ぬらりひょんの孫（隠神刑部玉章）

2014年
- カーニヴァル（嘉禄）
- 進撃の巨人（エルド・ジン）
- スペース☆ダンディ（ジェントル）
- マギ The labyrinth of magic（夏黄文）

2015年
- アルドノア・ゼロ（クランカイン）
- 進撃!巨人中学校（エルド・ジン）
- Free!（松岡凛）
- Free!-Eternal Summer-（松岡凛）
- マギ The kingdom of magic（夏黄文）

2016年
- BROTHERS CONFLICT（朝日奈風斗）
- 魔弾の王と戦姫（ロラン）

### 劇場アニメ
2001年
- スプリガン

2003年
- 機動戦艦ナデシコ -The prince of darkness-（アララギ）
- ドラゴンボールZ 燃えつきろ!!熱戦・烈戦・超激戦（ブロリー）

2004年
- ラーゼフォン 多元変奏曲（鳥飼守）

2005年
- 劇場版 幻想魔伝 最遊記 Requiem 選ばれざる者への鎮魂歌（紅孩児）
- ドラゴンボールZ 危険なふたり!超戦士はねむれない（ブロリー）
- ドラゴンボールZ 超戦士撃破!!勝つのはオレだ（バイオブロリー）

2006年
- 劇場版 鋼の錬金術師 シャンバラを征く者（エドワード・エルリック）

2007年
- AIR（国崎往人）

2008年
- 劇場版BLEACH MEMORIES OF NOBODY（斑目一角）

2009年
- 劇場版 ツバサ・クロニクル 鳥カゴの国の姫君（ファイ・D・フローライト）
- 劇場版 NARUTO -ナルト- 疾風伝（黄泉）
- 劇場版BLEACH The DiamondDust Rebellion もう一つの氷輪丸(斑目一角）
- 名探偵コナン 瞳の中の暗殺者（小田切敏也）

2010年
- 頭文字D Third Stage（庄司真吾）

2011年
- 銀幕ヘタリア Axis Powers Paint it, White（白くぬれ!）（ギリシャ）
- 劇場版BLEACH Fade to Black 君の名を呼ぶ（斑目一角）
- The Lion of Judah（レイヴン1）

2012年
- 劇場版 戦国BASARA -The Last Party（天海）
- 劇場版 NARUTO -ナルト- 疾風伝 火の意志を継ぐ者（うちはサスケ）
- 劇場版ポケットモンスター ベストウイッシュ キュレムVS聖剣士 ケルディオ（ケルディオ）
- 鋼の錬金術師 嘆きの丘の聖なる星（エドワード・エルリック）
- マスエフェクト〜失われたパラゴン（メスター）

### OVA
2000年
- sin THE MOVIE（ティム）

2003年
- Crying フリーマン（舘岡眺湖）
- 万能文化猫娘（マネージャー）

2004年
- ジャイアントロボ THE ANIMATION -地球が静止する日（白昼の残月）※メディアブラスター版
- メガゾーン23（矢作省吾）
- メガゾーン23 PART II 秘密く・だ・さ・い（矢作省吾）

2009年
- MURDER PRINCESS（ファリスの父）

2011年
- 頭文字D Extra Stage（庄司真吾）
- コイ☆セント（シンイチ）
- ツバサ TOKYO REVELATIONS（ファイ・D・フローライト）
- TO（ナレーション）

### Webアニメ
2010年
- Axis powers ヘタリア（ギリシャ）

2012年
- ヘタリア World Series（ギリシャ）

2015年
- 美少女戦士セーラームーンCrystal（遠藤）
- RWBY（クロウ・ブランウェン）

### ゲーム
2003年
- アンリミテッド:サガ（マイス）

2004年
- ドラゴンボールZ3（ブロリー）
- Yu Yu Hakusho: Dark Tournament（武威）

2005年
- Dragon Ball Z: Sagas（ブロリー）
- ドラゴンボールZ Sparking!（ブロリー）
- 鋼の錬金術師 翔べない天使（エドワード・エルリック）
- 鋼の錬金術師2 赤きエリクシルの悪魔（エドワード・エルリック）

2006年
- ドラゴンボールZ 真武道会2（ブロリー）
- ドラゴンボールZ Sparking! NEO（ブロリー）
- 鋼の錬金術師 デュアルシンパシー 二人の絆（エドワード・エルリック）

2007年
- アルトネリコ 世界の終わりで詩い続ける少女（ラードルフ・シュナイゼン）
- イリスのアトリエ グランファンタズム（エッジ・ヴァンハイト）
- ドラゴンボールZ 真武道会2（ブロリー）
- BLEACH Wii 白刃きらめく輪舞曲(斑目一角）
- ペルソナ3（伊織順平）

2008年
- ドラゴンボールZ インフィニットワールド（ブロリー）
- ドラゴンボールZ バーストリミット（ブロリー）
- 魔界戦記ディスガイア3（マオ）

2009年
- KAMEN RIDER DRAGON KNIGHT（仮面ライダースピアー）
- ドラゴンボール レイジングブラスト（ブロリー）
- マナケミア2 〜おちた学園と錬金術士たち〜（ペペロンチーノ）

2010年
- 戦国BASARA3（天海）
- 戦国無双3（明智光秀、今川義元）
- ソニック カラーズ（E-123 オメガ）
- NARUTO-ナルト- 疾風伝 ナルティメットストーム2（長門）
- ドラゴンボール タッグバーサス（ブロリー、バータ）
- ドラゴンボール レイジングブラスト（ブロリー、バータ）

2011年
- アルトネリコ3 世界終焉の引鉄は少女の詩が弾く（ルーファン）
- 真・三國無双6（夏侯覇、賈詡）
- ドラゴンボール アルティメットブラスト（ブロリー、バータ、大猿ベビー）
- NARUTO-ナルト- 疾風伝 ナルティメットインパクト（長門、シー）
- 魔界戦記ディスガイア4（ネモ）
- マリオ&ソニック AT ロンドンオリンピック（E-123 オメガ）

2012年
- NARUTO-ナルト- 疾風伝 ナルティメットストームジェネレーション（長門、シー）

2013年
- 真・三國無双7（夏侯覇、賈詡）
- NARUTO-ナルト- 疾風伝 ナルティメットストーム3（長門、シー）
- Marvel Heroes（ウアトゥ・ザ・ウォッチャー）

2016年
- Star Trek Online（イザーク・ギャレット提督）[21]

### 吹き替え
2003年
- ガメラ3 邪神覚醒（医師〈田口トモロヲ〉、男性ニュースキャスター1）

2004年
- イエスタデイ 沈黙の刻印（ジョー）
- 隠忍術（六角）
- ロスト・メモリーズ（西郷将二郎〈仲村トオル〉）

2005年
- ガン&トークス（ジョンウ〈シン・ハギュン〉）
- 大変な結婚
- 仄暗い水の底から（河野〈諏訪太朗〉）

2007年
- オトシモノ
- ギミー・ヘブン（紺野惣一郎〈鳥肌実〉）

### 電子マンガ
2013年
- 雨色ココア（桜木涼太）

### 実写映画
2012年
- Todd of the Rings（ヴォード）※脚本、プロデューサー、編集としても参加
- Jules Dongu Saves the World（本人役）

### ドキュメンタリー
2008年
- アドベンチャーズ・イン・ボイス・アクティング（本人出演）

2013年
- Con Artists（本人出演）

### その他
2012年
- Starship Farragut: The Price of Anything（ジェームズ・T・カーク）※監督、編集としても参加
- Star Trek: New Voyages（ジョージ・カーク）※監督としても参加

2013年
- Star Trek Continues（ジェームズ・T・カーク）※監督、脚本、プロデューサー、音楽としても参加

## ディスコグラフィ

### アルバム
1992年
- If These Walls Could Talk

2004年
- Selah

2006年
- Metafiction

2008年
- Christmas

2009年
- Selah II

2010年
- Karaoke Tracks
- Revix

### 英語版カバー
2003年
- DAN DAN 心魅かれてく（ドラゴンボールGTオープニングテーマ）

2004年
- 白夜〜True Light〜（D・N・ANGELオープニングテーマ）
- БРАТЬЯ（鋼の錬金術師挿入歌）

2007年
- ウィーアー!（ONE PIECEオープニングテーマ）

2008年
- 疾走（桜蘭高校ホスト部エンディングテーマ）

2010年
- A to（ONE PIECEエンディングテーマ）
- Dragon Soul（ドラゴンボール改オープニングテーマ）
- ヒカリヘ（ONE PIECEオープニングテーマ）